# Słupna
Słupna – osiedle w Mysłowicach pomiędzy Śródmieściem a Brzęczkowicami, część dzielnicy Brzęczkowice i Słupna.

## Historia
Najstarsze wzmianki o miejscowości Słupna pochodzą z XVIII w. Na pocz. XIX w. powstała gmina jednowioskowa Słupna, która pod koniec tego wieku została wcielona do gminy Brzęczkowice. W 1945 r. gmina Brzęczkowice wraz ze Słupną (w której znajdował się urząd gminny) została przyłączona do miasta Mysłowice. Od lat 90. XX w. większa część (ok. 60 ℅) obszaru byłej wsi Słupna wchodzi w skład jednostki pomocniczej miasta o nazwie Dzielnica Brzęczkowice-Słupna. Na terenie osiedla mieszka około tysiąca ludzi, głównie w starych kamienicach i domkach (często zabytkowych, sprzed I wojny światowej). To tutaj znajdował się Trójkąt Trzech Cesarzy. 
Słupna jest miejscowością figurującą w rejestrze TERYT i posiada identyfikator 0941694. Historyczne granice wsi Słupna są identyczne z obecnymi granicami obrębu ewidencyjnego Słupna.

## Rekreacja
Na terenie osiedla znajduje się fragment promenady oraz stadion Lechii 06 Mysłowice. Przy wyjściu z promenady można zauważyć starą bramę prowadzącą niegdyś do pałacu Sułkowskich – budynek pałacu stoi częściowo przebudowany na mieszkania. Na Słupnej jest też spore kąpielisko miejskie, przed którym w okresie przedwojennym znajdował się stadion żużlowy (teren przed restauracją turkus) przez który do dziś mieszkańcy nazywają kąpielisko „stadionem”. Na ulicy krótkiej znajduje się do dziś budynek po dawnej kopalni węgla „Luise”, który został przebudowany spełniając dziś rolę budynku jednorodzinnego. W okresie międzywojennym na terenie Słupnej znajdowało się wiele biedaszybów, gdzie ludzie w okresie wielkiej biedy kopali węgiel na własną rękę. 

## Kultura
Występowało tu wielokrotnie kilka polskich i zagranicznych gwiazd muzyki rozrywkowej (Myslovitz, Negatyw, De Mono, Maria Peszek, Penny Lane, Delons, Lady Pank, K.A.S.A, Makowiecki Band, In-Grid, Kanał Audytywny, Hurt, Apteka, T.Love, I Am X, Sofa Surfers). Od 2006 do 2009  odbywał się w tej dzielnicy Off Festival na którym prezentowały się zespoły grające muzykę alternatywną, a którego dyrektorem jest były wokalista zespołu Myslovitz, Artur Rojek.